# Похил річки
  Похил рі́чки — відношення похилу  річки (чи окремої її ділянки) до довжини річки (чи ділянки річки). Виражають похил зазвичай у метрах на кілометр (м/км), рідше у проміле (‰) чи відсотках (%). 
Розрізняють середній (відношення похилу річки до загальної довжини річища) і частковий (для окремих відрізків річища) похил річки. 
По довжині річки похил зазвичай зменшується від верхньої її частини до нижньої. Ця закономірність може порушуватися під впливом рельєфу, характеру гірських порід і ґрунтів, в яких протікає річка. Великий похил у гірських річок і малий у рівнинних. Що більший похил річки, то більша швидкість її течії. 
Вимірювання похилу проводять на характерних ділянках за рівнями води в період стійкої межені. Наприклад, середній похил  річки Прут біля витоку (в межах Карпат) 100‰ (100 м/км), біля гирла — 0,05‰ (0,05 м/км). 